# Adolfo Rebez
Adolfo Rebez (Trieste, 20 marzo 1917 – Amorgos, 4 luglio 1941) è stato un militare e aviatore italiano, decorato di Medaglia d'oro al valor militare alla memoria nel corso della seconda guerra mondiale.

## Biografia
Nacque a Trieste il 20 marzo 1913. Dopo aver frequentato le scuole elementari nella sua città natale si trasferì con la famiglia a Zara completando qui il ciclo di studi secondari. Nel settembre 1935 si arruolò volontario nella Regia Aeronautica come allievo ufficiale pilota, conseguendo sull'aeroporto di Foligno la qualifica di pilota militare e il grado di sottotenente di complemento in forza al 12º Stormo Bombardamento Terrestre. Nel febbraio 1937 partì per combattere nella guerra di Spagna, assegnato all'Aviazione Legionaria, dove fu decorato di una Medaglia d'argento e due di bronzo al valor militare. Ritornato in Italia nell'ottobre 1938, con il passaggio in servizio permanente effettivo per meriti di guerra, fu promosso tenente e assegnato al 41º Gruppo Bombardamento Terrestre equipaggiato con i Savoia-Marchetti S.79 Sparviero. Dopo l'entrata in guerra del Regno d'Italia, avvenuta il 10 giugno 1940, fu subito impegnato in combattimento, e il 15 luglio fu decorato con una terza Medaglia di bronzo al valor militare. Promosso capitano nel gennaio 1941, fu  nominato comandante della 205ª Squadriglia di stanza aRodi, nell'Egeo. Cadde in combattimento sul cielo di Amorgos (Cicladi), il 4 luglio 1941, e per onorarne il coraggio fu decretata la concessione della Medaglia d'oro al valor militare alla memoria.

### Fonti
1. 1 2 3  Ufficio Storico dell'Aeronautica Militare 1969, p. 243.
2. 1 2 3 4 5  Combattenti Liberazione.
3. ↑  Quirinale.it
4. ↑  Bollettino Ufficiale 1942, disp.36, pag.1852 e disp.45, pag.2432.
5. ↑  Bollettino Ufficiale 1940, disp.46, pag.1689.